# 1994年イギリス労働党党首選挙
1994年イギリス労働党党首選挙 （The 1994 Labour Party Leadership Election）は、イギリスの政党、労働党の党首を決定した選挙。前党首のジョン・スミスの急死をうけて実施された。この結果、トニー・ブレアが党首に選出され、1997年の総選挙を経て労働党は与党となる。

## 党首選
党首選は1994年7月21日に行われた。5月12日、当時の党首ジョン・スミスが急死したことをうけての選挙であり、この間の臨時党首はマーガレット・ベケットが務めていた。保守党のジョン・メージャー政権の支持率が低下していたことから、この選挙は単に労働党の党首を決めるだけでなく、将来のイギリスの首相を選出する選挙であったともいえる。
党首選は、労働党が1981年以降採用しているシステムにのっとり、労働党の庶民院議員、欧州議会議員の票、労働党員の票、労働党系列の3つの労働組合員の票による投票で行われた。なお、この選挙からかつてのブロック投票制（組合ごとの投票。例えば、1000人の労働組合のリーダーは組合員の意向に関らず1000票を投じることが出来た）を改め、1人1票制度が導入された。
立候補したのは以下の3人。
- トニー・ブレア

影の内相。"ニューレイバー（新しい労働党）"を提唱。
- ジョン・プレスコット

党内のベテラン議員。
- マーガレット・ベケット

副党首を務めていたが、スミスの死後臨時党首、影の首相となる。
ベケットは、労働党では史上初めて党首選挙に立候補した女性候補であった。

## 結果
|                        | 労働組合票 | 党員票 | 議員票 | 総合  |
| ---------------------- | ---------- | ------ | ------ | ----- |
| トニー・ブレア         | 52.3%      | 58.2%  | 60.5%  | 57.0% |
| ジョン・プレスコット   | 28.4%      | 24.4%  | 19.6%  | 24.1% |
| マーガレット・ベケット | 19.3%      | 17.4%  | 19.9%  | 18.9% |

結果、ブレアが新党首に選ばれた。プレスコットは副党首となり、1997年の総選挙を通して労働党は18年ぶりに政権を奪回。ブレア労働党政権が発足する。

## 立候補が噂された人物
- ゴードン・ブラウン

トニー・ブレアの支持にまわり、後にブラウンがブレアの後継となるという密約（ブレア=ブラウン密約）が交わされていたという説が有力である。その説を裏付けるかのように、ブレア退陣後の党首選では圧倒的な数の推薦人を取り付け、無投票で党首に選出された。
- ロビン・クック

次期総選挙で有権者を引き付けるだけの魅力がないとして、立候補しなかった。